# Zedel (Pfand)
Zedel (Appenzell Ausserrhoden) bzw. Zeddel (Appenzell Innerrhoden) sind eine besondere Form von Grundpfandtiteln. Es handelt sich um eine Form der privaten Finanzierung mit fixem Zinssatz durch Einzelpersonen durch Besicherung mit Grundstücken, die noch aus einer Zeit stammt, als Banken für solche Finanzierungen nicht oder kaum zur Verfügung standen. Bei den Zedeln haftet der Schuldner mit dem verpfändeten Grundstück (Unterpfand) und nicht, wie bei der moderneren Grundpfandverschreibung, persönlich. Diese Grundpfandtitel sind derzeit nur noch im Kanton Appenzell Innerrhoden und im Kanton Appenzell Ausserrhoden in Verwendung.
Die altrechtlichen Zedel, die bei der Einführung des Schweizerischen Zivilgesetzbuches am 1. Januar 1912 bestanden, sind nach Art 22 SchlT ZGB (Art 18 Abs. 1 SchlT SR) in Verbindung mit Art 272 des Appenzell Ausserrhoder Gesetzes über die Einführung des schweizerischen Zivilgesetzbuches (EG zum ZGB) weiterhin in Kraft und unterliegen den Bestimmungen des kantonalen Zedelgesetzes von 1882; in Appenzell Innerrhoden gilt das Zeddelgesetz von 1884. Diese Zedel können rechtsgeschäftlich nach Art 272 Abs. 2 EG zum ZGB AR «jederzeit unter Einhaltung der für die Gült und den Schuldbrief aufgestellten Belastungsgrenze (…) in Pfandtitel des neuen Rechtes» umgewandelt werden.
Zedel müssen auf Schweizer Franken lauten. Der maximale Zinssatz der noch bestehenden Appenzeller Zedel ist von Gesetzes wegen auf 4½ % begrenzt (Maximalzinssatz) und bleibt unverändert. Die Zedel gelten ferner als «ewiges Geld», d. h., sie können vom Gläubiger in der Regel nicht gekündigt werden.
Diese Form des Grundpfandes bildete das Vorbild für die Gült gemäss Art 847ff ZGB bzw. Art 325 ff liechtensteinisches Sachenrecht (SR). Die 1912 in das schweizerische ZGB und 1923 in das liechtensteinische Sachenrecht eingefügte Gült blieb allerdings in der Praxis ohne wesentliche Bedeutung, war aber, in einer älteren Form, in der deutschsprachigen Schweiz seit dem Spätmittelalter sehr verbreitet.